# Vingspann

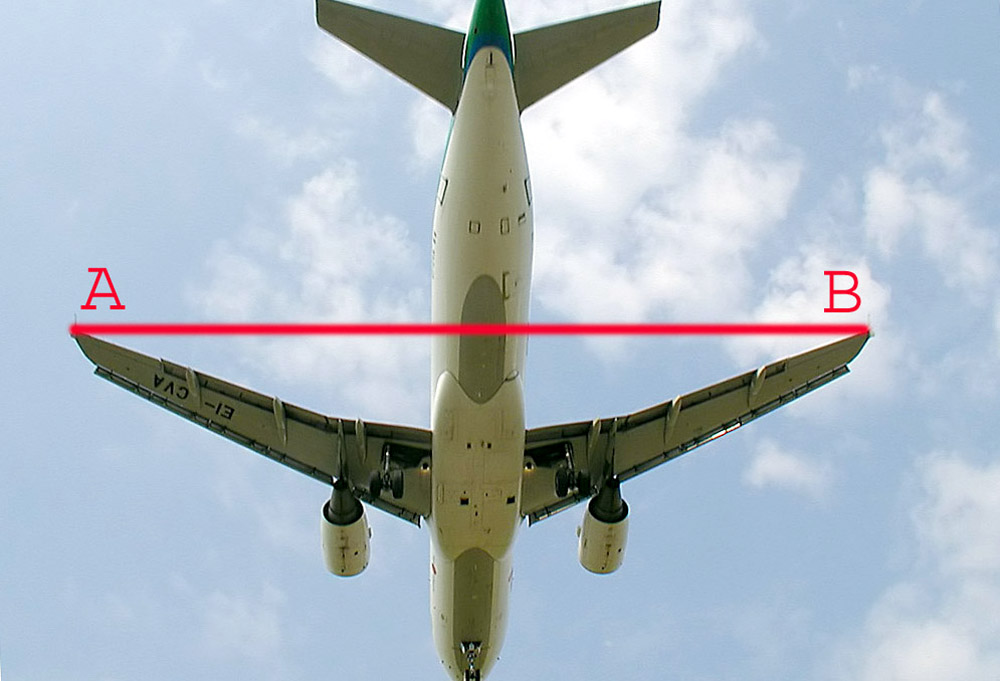
Avståndet mellan A och B är flygplanets spännvidd.

Vingspann är avståndet från vänster vingspets till höger vingspets på en fågel. Begreppet vingspann används också för andra djur med vingar, som fladdermöss och insekter. Avståndet mellan vingspetsarna på ett flygplan benämns spännvidd. Spännvidden på ett flygplan mäts alltid i en rak linje, från vingspets till vingspets, oavsett vingform eller vingsvepning. Vingspannet på en fågel mäts över djurets rygg som avståndet mellan de yttersta fjäderspetsarna på vingarna.